# Ребах (Зобернхайм)
Ребах (нем. Rehbach) — община в Германии, в земле Рейнланд-Пфальц.
Входит в состав района Бад-Кройцнах. Подчиняется управлению Бад Зобернхайм. Население составляет 44 человека (на 31 декабря 2010 года). Занимает площадь 2,21 км².

## Политика

### Муниципальный совет
Муниципальный совет в Ребахе состоит из шести членов совета, избранных большинством голосов на муниципальных выборах 26 мая 2019 года, и почетного качестве его председателя.

### Мэр
Кристиан Кессель стал мэром города Ребах 11 октября 2021 года после того, как был единогласно избран на этот пост муниципальным советом. Таким образом, он стал преемником своего отца Рейнхольда Кесселя, который занимал этот пост 35 лет,. он выиграл на прямых выборах 26 мая 2019 года с долей голосов 96,88% срок полномочий пять лет. Однако по состоянию здоровья он досрочно ушел в отставку с 31 августа 2021 года.